# Calonne-sur-la-Lys
Calonne-sur-la-Lys és un municipi francès situat al departament del Pas de Calais i a la regió dels Alts de França. L'any 2007 tenia 1.594 habitants.

## Demografia

### Població
El 2007 la població de fet de Calonne-sur-la-Lys era de 1.594 persones. Hi havia 564 famílies de les quals 100 eren unipersonals (28 homes vivint sols i 72 dones vivint soles), 132 parelles sense fills, 284 parelles amb fills i 48 famílies monoparentals amb fills.
La població ha evolucionat segons el següent gràfic:
Habitants censats

### Habitatges
El 2007 hi havia 597 habitatges, 566 eren l'habitatge principal de la família, 3 eren segones residències i 28 estaven desocupats. 583 eren cases i 14 eren apartaments. Dels 566 habitatges principals, 469 estaven ocupats pels seus propietaris, 85 estaven llogats i ocupats pels llogaters i 12 estaven cedits a títol gratuït; 7 tenien una cambra, 19 en tenien dues, 49 en tenien tres, 125 en tenien quatre i 366 en tenien cinc o més. 488 habitatges disposaven pel capbaix d'una plaça de pàrquing. A 217 habitatges hi havia un automòbil i a 308 n'hi havia dos o més.

### Piràmide de població
La piràmide de població per edats i sexe el 2009 era:
| Homes | Edats   | Dones |
| ----- | ------- | ----- |
| 0     | 95 o +  | 0     |
| 8     | 90 a 94 | 4     |
| 4     | 85 a 89 | 4     |
| 4     | 80 a 84 | 12    |
| 24    | 75 a 79 | 24    |
| 8     | 70 a 74 | 28    |
| 28    | 65 a 69 | 20    |
| 16    | 60 a 64 | 32    |
| 24    | 55 a 59 | 20    |
| 80    | 50 a 54 | 44    |
| 68    | 45 a 49 | 56    |
| 40    | 40 a 44 | 64    |
| 40    | 35 a 39 | 60    |
| 68    | 30 a 34 | 52    |
| 52    | 25 a 29 | 44    |
| 76    | 20 a 24 | 28    |
| 72    | 15 a 19 | 80    |
| 32    | 10 a 14 | 40    |
| 44    | 5 a 9   | 60    |
| 48    | 0 a 4   | 36    |

## Economia
El 2007 la població en edat de treballar era de 1.066 persones, 762 eren actives i 304 eren inactives. De les 762 persones actives 696 estaven ocupades (403 homes i 293 dones) i 66 estaven aturades (20 homes i 46 dones). De les 304 persones inactives 87 estaven jubilades, 101 estaven estudiant i 116 estaven classificades com a «altres inactius».

### Ingressos
El 2009 a Calonne-sur-la-Lys hi havia 579 unitats fiscals que integraven 1.616,5 persones, la mediana anual d'ingressos fiscals per persona era de 16.809 €.

### Activitats econòmiques
Dels 31 establiments que hi havia el 2007, 2 eren d'empreses alimentàries, 3 d'empreses de fabricació d'altres productes industrials, 3 d'empreses de construcció, 6 d'empreses de comerç i reparació d'automòbils, 2 d'empreses de transport, 3 d'empreses d'hostatgeria i restauració, 2 d'empreses immobiliàries, 5 d'empreses de serveis, 2 d'entitats de l'administració pública i 3 d'empreses classificades com a «altres activitats de serveis».
Dels 6 establiments de servei als particulars que hi havia el 2009, 1 era una oficina de correu, 1 paleta, 1 electricista, 2 perruqueries i 1 restaurant.
Dels 3 establiments comercials que hi havia el 2009, 1 era una botiga de menys de 120 m², 1 una fleca i 1 una joieria.
L'any 2000 a Calonne-sur-la-Lys hi havia 35 explotacions agrícoles que ocupaven un total de 851 hectàrees.

## Equipaments sanitaris i escolars
El 2009 hi havia 2 escoles elementals.

## Poblacions més properes
El següent diagrama mostra les poblacions més properes.